# Johann Feilacher
Johann Feilacher (* 6. Juni 1954 in Villach) ist ein österreichischer Bildhauer, Psychiater, Kunstkurator und Museumsdirektor.

## Leben
Nach der Matura in Villach studiert Johann Feilacher von 1972 bis 1978 Medizin an der Universität in Graz und promoviert im November 1978 zum Dr. med. univ., 1986 schließt er die Ausbildung zum Facharzt für Psychiatrie und Neurologie ab und übernimmt von Leo Navratil die Leitung des Zentrum für Kunst- und Psychotherapie in Gugging. Er benennt es in Haus der Künstler um und leitet das Haus mit der Ideologie, dass jeder Künstler mit besonderen Bedürfnissen die gleichen Rechte und Möglichkeiten haben soll, wie seine gesunden Kollegen.

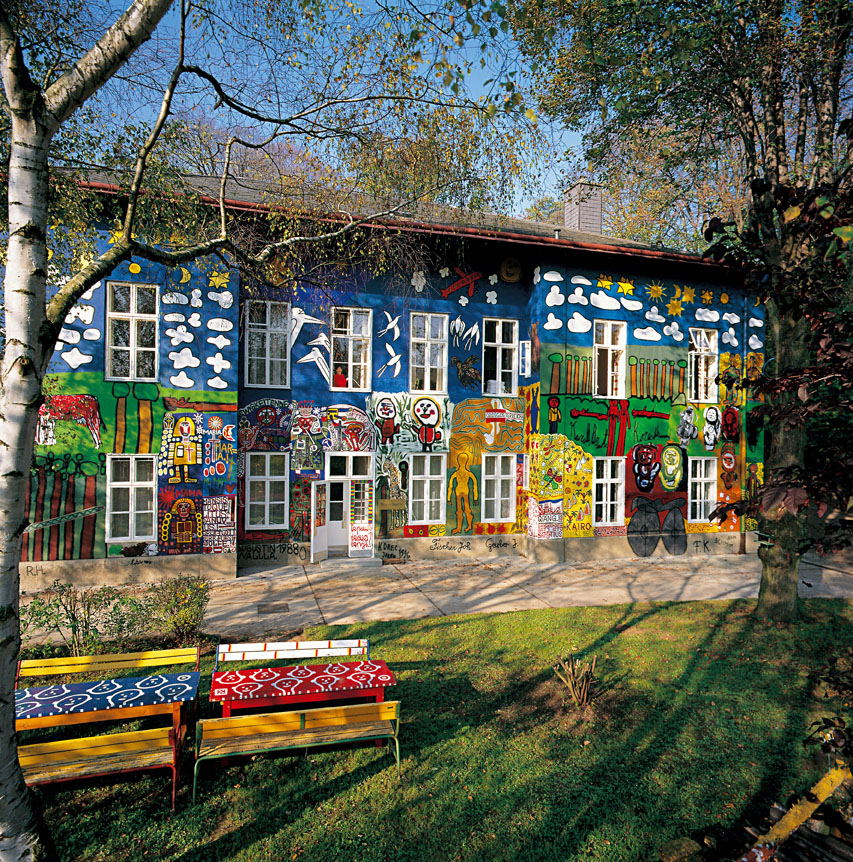
Bemalte Ostfassade Haus der Künstler, Maria Gugging, Österreich.

Als Kunstkurator und Museumsdirektor kuratiert er über 150 Ausstellungen der Gugginger Künstler in Museen und Galerien national und international und ist Autor und Herausgeber von Publikationen zum Thema Art Brut.
1994 gründet Feilacher die erste Kommanditerwerbsgesellschaft mit ausschließlich besachwalteten Künstlern und wenig später, 1997, die Galerie der Gugginger Künstler als erste Galerie, im Besitz von besachwalteten Personen.
2000 löst er das Haus der Künstler von der Landesnervenklinik Gugging und richtet die Sozialhilfeeinrichtung SHE, Haus der Künstler ein. Mit dem Projekt Integratives Kulturzentrum Gugging ermöglicht Feilacher 2001 die Restaurierung des ehemaligen Kinderhauses in Gugging, das er zum Art/Brut Center Gugging machte, in dem sich nun die Galerie Gugging, ein offenes Atelier, die Privatstiftung – Künstler aus Gugging und das museum gugging befinden.
Um eine permanente Sammlung Gugginger Kunst aufbauen zu können, gründet Johann Feilacher 2003 die Privatstiftung – Künstler aus Gugging.
Seit 2006 ist Feilacher künstlerischer Direktor und Kurator des von ihm gegründeten museum gugging. Mit 1. Jänner 2023 soll ihm Nina Ansperger als künstlerische und wissenschaftliche Leiterin des Museums nachfolgen.
Als Künstler arbeitet Johann Feilacher zuerst als Maler und seit den achtziger Jahren als Bildhauer. Sein vorwiegendes Material ist Holz, das er für Indoor und Outdoor-Skulpturen bis zu monumentalen Formaten bearbeitet. Er erweitert seine Materialien auf eine Kombination von Holz und Stahl sowie Kunststoff (glasklare Güsse aus Polyurethan) und baut Installationen aus verschiedenen Materialien und gefärbten Holzstücken.

## Werk
1988 entstehen erste Großskulpturen in England und den USA im Socrates Sculpture Park, New York City. Die derzeit größte Holzplastik weltweit erschafft Feilacher 1997 im Sculpture Park in Saint Louis, Missouri, USA.
Holz verwendet der Bildhauer Johann Feilacher, weil ihm das organische, sich weiterentwickelnde Material besonders für die digitale Zeit geeignet erscheint, und er damit einen Gegenpol zur künstlichen Welt schafft. Die Verwendung von abgestorbenen Bäumen mit bereits zerfallenen Teilen, als Zeichen der Gegenwart, der Vergänglichkeit aber auch der Wiederverwendung von scheinbar unbrauchbarem, ist ihm ein künstlerisches Anliegen.

## Einzelausstellungen
- 1993: Galerie Unart, Villach (AT)
  - Otto Nagl Galerie, Kunstamt Wedding, Berlin (DE)
- 1994: Kouros Gallery, New York (USA)
- 1996: Galerie Judith Walker, Klagenfurt (AT)
- 1997: Hunt Gallery, Art Dep. Webster University, Saint Louis, MO (USA)
  - Toscana Park, Gmunden (AT)
- 1998: Galerie Freihausgasse, Villach (AT)
- 1999: The New Gallery, Art Dep. University of Miami, Miami (USA)
- 2002: Stadtmuseum St. Pölten (AT)
- 2005: Galerie Chobot, Wien (AT)
- 2006: Kunsthaus Nexus, Saalfelden (AT)
- 2007: Museum Lignorama, Ried (AT)
- 2010: Museum Humanum, Fratres (AT)
- 2011: Freilichtmuseum Gerersdorf (AT)
- 2012–2013: Werner Berg Museum, Bleiburg
- 2013: Galerie grenzART, Hollabrunn (AT)

## Gruppenausstellungen
- 1994: Socrates Sculptures Park, New York, (USA)
  - Kouros Galleries Sculpture Park, Ridgefield, CT (USA)
- 1996: Museum of Modern Art, Pretoria (ZA)
- 1998: Galerie Dauphin, Singapur (ID)
  - Kunsthaus Kunstbacka, Göteborg (S)
- 2002: Niederösterreichisches Landesmuseum, St. Pölten (AT)
- 2005: Carlsten Gallery, the Noel Fine Arts Center, Stevens Point (USA)
  - Three Sinks Gallery, Saint Louis (USA)
- 2008: Museum Moderner Kunst Kärnten, Klagenfurt (AT)
  - Museum des Nötscher Kreises, Nötsch (AT)
- 2010: Nave Gallery, Grugliasco, Turin (I)
- 2011: Museum Liaunig, Neuhaus (AT)
  - Galerie Walker, Weitzelsdorf, Kärnten (AT)
- 2012: Galerie Nothburga, Innsbruck (AT)
- 2013: Galerie Freihausgasse, Villach, Kärnten (AT)
  - Kro Art Contemporary, Wien (AT)
  - Galerie Walker, Weitzelsdorf, Kärnten (AT)

## Öffentliche Arbeiten
- Laumeier Sculpture Park, Saint Louis, MO (USA)
- Socrates Sculpture Park, New York (USA)
- Arte Sella, Borgo Valsugana (I)
- Kouros Sculpture Center, Ridgefield, CT (USA)
- University of Wisconsin, Stevens Point (USA)
- Forma Viva, Kostanjevica na Krki (SI)
- Stadt Villach (AT)
- Justizzentrum Leoben (AT)
- Niederösterreichische Landessammlung, St. Pölten (AT)
- Sculpture Park Rosental, Kärnten (AT)
- Museum Liaunig, Neuhaus (AT)
- Museum Moderner Kunst Kärnten, Klagenfurt (AT)

Im Juli 2019 wurde in Altaussee vor dem Amtshaus im Park ein von Johann Feilacher gestaltetes Joseph-Fröhlich-Denkmal enthüllt. Das Denkmal ist ein Bronzeguss, ein roter Narrenhut schwebt über einem Betonsockel, der die Inschrift SEMPER FRÖHLICH, NUMQUAM TRAURIG trägt.

## Publikationen (Auswahl)
- Johann Feilacher: Das rote Zebra. Zeichnungen von Oswald Tschirtner Verlag Wienand, Köln 1997, ISBN 978-3-85033-067-1
- Johann Feilacher: Menschen mit Heiligenschein. Zeichnungen von Oswald Tschirtner Verlag Wienand, Köln 1997, ISBN 978-3-87909-563-6
- Johann Feilacher: Carom.! Kunst aus Gugging in der Sammlung Essl Eigenverlag, Klosterneuburg 1999
- Johann Feilacher: Sovären. Das Haus der Künstler in Gugging Wachter Verlag, Heidelberg 2004, ISBN 978-3-89904-127-9
- Johann Feilacher: blug. gugging – ein ort der Kunst Christian Brandstätter Verlag, Wien 2006, ISBN 978-3-902510-91-4
- Johann Feilacher: animo.! michel nedjar Springer Verlag, Wien 2008, ISBN 978-3-211-78710-6
- Johann Feilacher: duo.! Anton Dobay/Oswald Tschirtner Residenz Verlag, St. Pölten 2009, ISBN 978-3-7017-3127-5
- Johann Feilacher: hauser’s frauen.! Residenz Verlag, St. Pölten 2010, ISBN 978-3-7017-3191-6
- Johann Feilacher: sava.! sekulić Residenz Verlag, St. Pölten 2010, ISBN 978-3-7017-3214-2
- Johann Feilacher: judith.! Residenz Verlag, St. Pölten 2010, ISBN 978-3-7017-3224-1
- Johann Feilacher: shields.! kunst aus neuguinea Residenz Verlag, St. Pölten 2010, ISBN 978-3-7017-3225-8
- Johann Feilacher: gaston chaissac.! Residenz Verlag, St. Pölten 2011, ISBN 978-3-7017-3239-5
- Johann Feilacher: der korec johann...! Residenz Verlag, St. Pölten 2011, ISBN 978-3-7017-3269-2
- Johann Feilacher: walla.! weltallende Residenz Verlag, St. Pölten 2012, ISBN 978-3-7017-3275-3
- Johann Feilacher: faces.! braschler/fischer Residenz Verlag, St. Pölten 2013, ISBN 978-3-7017-3312-5
- Johann Feilacher: adria.! sartore Residenz Verlag, St. Pölten 2013, ISBN 978-3-7017-3310-1
- Johann Feilacher: small formats Residenz Verlag, St. Pölten 2013, ISBN 978-3-7017-3324-8
- Johann Feilacher: gugging.! meisterwerke Residenz Verlag, St. Pölten 2014, Softcover ISBN 978-3-7017-3334-7
- Johann Feilacher: gugging.! meisterwerke Residenz Verlag, St. Pölten 2014, Sonderedition ISBN 978-3-7017-3337-8

## Ehrung
- 2011: Berufstitel Professor
- 2018: Ehrenzeichen für Verdienste um das Bundesland Niederösterreich[7]